# 江川路
江川路，是中國上海市闵行区南部的一条道路。东起沪闵路，西至西河泾东岸，以云南江川为名。1958年修建，名一号路，全长7千米，1980年更名为江川路。沿途有闵行经济技术开发区。

## 历史
1957年12月，上海市一届二次党代会正式作出了“在上海周围建立卫星城镇，分散一部分工业企业、减少市区人口过分集中”的决定。此时，上海主要规划和建设了闵行、嘉定、安亭、松江、吴泾五个卫星城，其中“闵行”即老闵行地区，现为江川路街道。1958年底，闵行卫星城内有上海电机厂、上海重型机器厂、上海汽轮机厂和上海锅炉厂等，这些工厂的员工以及他们的家属共8万人，拥挤在的闵行老镇。为缓解居民居住压力，政府规划建设新的建筑区域。
新区域的规划由上海民用建筑设计院院长陈植负责，并遵循“先成街后成坊”的原则，采用了一条街的形式。1959年4月3日，“闵行一条街”（即今江川路的沪闵路至兰坪路段）建造工程正式开工。为了迎接建国十周年，宽44米的道路，连同路两边37幢四五层高的楼房，共7.29万平方米，仅用六个月即竣工，尤其是沿街的11栋建筑才耗时78天即告落成。当时的“闵行一条街”生活设施齐全，有闵行鞋帽商店、迎宾茶叶店、大庆食品店、光明食品店、聚商老正兴餐馆，被刘少奇称为“闵行的南京路”。
1960年初，兰坪路东西两侧建成16幢住宅和商业楼。1961年7月，拓展至瑞丽路。
江川路初建成时，路两边种植白杨树。由于冬天落叶，夏天生虫，刘少奇建议改种植常青树，而后于1961年起种植香樟树。